# Toronto International Film Festival
Toronto International Film Festival (česky: Mezinárodní filmový festival v Torontu) je filmový festival, který se každoročně koná v září v kanadském Torontu. Začíná vždy ve čtvrtek po kanadském dni práce (první pondělí v září) a trvá po dobu jedenácti dnů.
Na festivalu je promítáno přibližně 300 až 400 filmů na více než dvaceti různých místech po celém městě. Na festival každoročně zavítá kolem 400 tisíc diváků.
První ročník festivalu se konal v roce 1976 a je považován za jeden z předních světových filmových festivalů.